# Ebnou-Pass

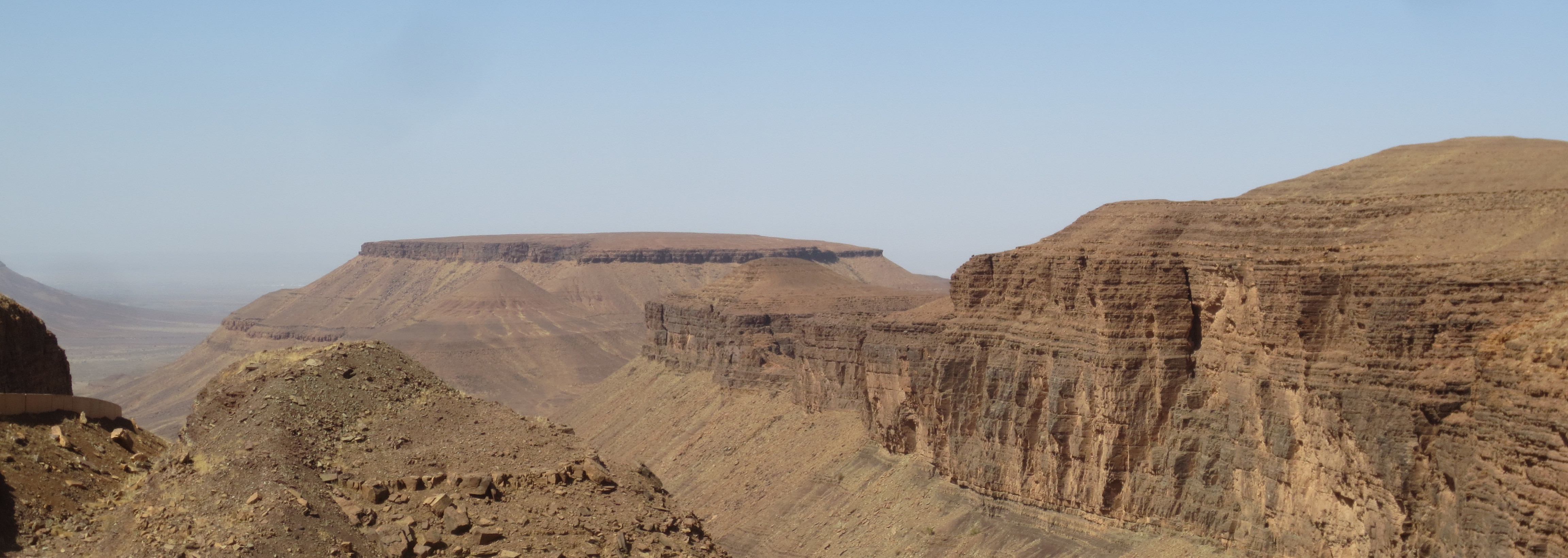
Blick vom Ebnou-Pass nach Westen

Der Ebnou-Pass liegt im Zentrum der Region Adrar, in der Nähe von Atar, Mauretanien.

## Geographische Lage
Der Ebnou-Pass ist weniger ein Gebirgspass als vielmehr ein Anstieg vom Tiefland durch den Steilabfall des Adrar-Plateaus zu dessen Oberkante. Dieser Übergang wurde erst in neuerer Zeit für den Verkehr erschlossen als Ersatz für die Piste, die weiter nördlich durch den Amogjar-Canyon und über den Amojjar-Pass verläuft. Eine unbefestigten Piste führt nunmehr von der auf 220 m Höhe gelegenen Stadt Atar durch die zerklüfteten Steilhänge am Nordwestrand des Plateaus und erreicht dessen Oberkante auf 720 m Höhe an einem markierten Hubschrauberlandeplatz. Die Verkehrsführung wurde auf einer Länge von 21,5 Kilometer als Schotterpiste neu trassiert und ersetzt damit die alte 47,5 Kilometer lange Route rund um die Teniaggoûri-Gipfelkette und durch den Amogjar-Canyon. Das oberste Stück, etwa 3500 Meter Steilstrecke für rund 270 Höhenmeter, beginnend kurz vor der untersten Kehre, wurde mit einer Asphaltdecke befestigt.

## Verkehr
Der Ebnou-Pass ist für den Verkehr in Mauretanien wichtig, weil er die einzige Straßenverbindung von der Hauptstadt Nouakchott über Atar auf das Adrar-Plateau darstellt zu den dortigen Oasenstädten Ouadane und Chinguetti.
Die alte Amojjar-Route ist weiterhin befahrbar. Die Abzweige dorthin, der untere im Westen (20° 31′ 54,1″ N, 12° 55′ 59,7″ W) und der obere im Osten (20° 32′ 3,3″ N, 12° 45′ 32,6″ W) sind anhand der aus der Satellitenperspektive sichtbaren Fahrspuren weiterhin gut frequentiert. Am unteren Abzweig ist besonders bemerkenswert, wie gut die Kurve ausgebaut ist vom Amogjar-Canyon zum Anstieg auf den Ebnou-Pass. Diese Kurve ist nur für Fahrer von Bedeutung, die auf einer Fahrt unbedingt beide Routen erleben wollen. Der obere Abzweig hingegen bietet als Route peintures rupestres die Zufahrt zu den steinzeitlichen Felsbildern von Agrour Amogjar und zu den Resten der mauretanischen Filmkulisse des französischen Kriegsfilms Fort Saganne.